# Алфен-ан-де-Рейн

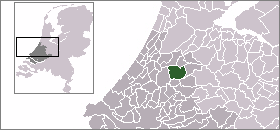
Расположение общины Алфен-ан-ден-Рейн на карте Нидерландов

А́лфен-ан-де-Рейн (нидерл. Alphen aan den Rijn, МФА: [ˈɑlfən aːn də ˈrɛi̯n], «Алфен на Рейне») — город и община в провинции Южная Голландия (Нидерланды). Название «Алфен», скорее всего, происходит от названия римского укреплённого пункта Albanianae — «поселение на белой воде».

## История
В античные времена река Ауде-Рейн была главным руслом Рейна, и по ней проходила граница между Римской империей и землями германских племён. Со времён императора Клавдия (41-54 гг.) вдоль Рейна стояли римские гарнизоны и были возведены укрепления, одним из них и был
Albanianae. Римляне также построили и мост через Ауде-Рейн, в результате чего Алфен стал важным торговым пунктом. Так продолжалось до тех пор, пока набеги германцев не положили этому конец в 240-х годах.
Чтобы прекратить наводнения на Рейне, особенно в Утрехте и Лейдене, в 1122 году на Ауде-Рейне была возведена плотина в Вейк-бей-Дюрстеде, в результате чего основным руслом Рейна стала река Лек, и разливы Ауде-Рейна прекратились. Алфен стал феодальным доменом, и носил в средние века название Алфен-эн-Ритвелд. В XVIII веке Алфен вновь стал важным центром торговли.
Община Алфен-ан-ден-Рейн была образована в 1918 году за счёт слияния мелких общин — Алфен, Арландервен и Аудсхорн. В 1964 году была присоединена община Зваммердам.
Быстрый рост города Алфен начался с 1950 года; возник большой северный пригород. Начиная с 1990-х аналогичный рост города начался и в южном направлении.
Город известен также как место одного из самых громких преступлений в Нидерландах за последнее время — стрельбы в торговом центре «Риддерхоф».

## Состав общины
Помимо собственно города Алфен-ан-ден-Рейн в состав общины также входят маленькие коммуны Арландерверден и Зваммердам.

## Спорт
Место проведения 2 июня 1947 третьего тура Матча за титул чемпиона мира по международным шашкам между Пьером Гестемом и Рейниром Корнелисом Келлером.

## Известные уроженцы
Джон Хейтинга — игрок сборной Нидерландов по футболу, серебряный призёр ЧМ.